# Berufung (Roman)
Berufung (Originaltitel: The Appeal) ist ein Roman des US-amerikanischen Autors John Grisham aus dem Jahr 2008. Der Justizthriller erzählt den Fall einer Frau, die durch ein Chemieunternehmen ihren Mann und ihren Sohn verloren hat und nun versucht sich Schadensersatz zu erstreiten. 

## Inhalt
Jeannette Baker lebt im kleinen Ort Bowmore im US-Bundesstaat Mississippi. Hier hatte das Chemieunternehmen Krane Chemicals eine Fabrik, in der es hochgiftige Abfälle einfach im Boden vergrub. Dadurch wurde das Trinkwasser vergiftet und viele Bewohner erkrankten dadurch an Krebs.
Auch Jeannette Baker verlor ihren Mann und ihren Sohn und zieht deshalb gegen das Unternehmen vor Gericht. Ihre beiden Anwälte, das Ehepaar Wes und Mary Grace Payton, setzen alles auf den Gewinn des Prozesses. Sie verkaufen sogar ihr Haus, um – in der Hoffnung auf den großen Gewinn – den Prozess finanzieren zu können. Als dann das Gericht Jeannete Baker 41 Millionen US-Dollar zuspricht, ist die Sensation perfekt.
Doch das Unternehmen geht in Berufung vor den Supreme Court des Staates Mississippi, der zur Hälfte aus „liberalen“ und „konservativen“ Richtern besteht. Einer der liberalen Richter, Frau Sheila McCarthy, wird dieses Jahr neu gewählt, was sich Carl Trudeau, Multimilliardär und Hauptaktionär von Krane Chemicals, zu nutzen macht und sich an eine dubiose Firma wendet, die ihm verspricht, McCarthy gegen einen passenden, konservativen Richter auszutauschen. Ein Gegenkandidat ist schnell gefunden: Ron Fisk, ein junger unerfahrener Provinzanwalt, der genau in Trudeaus Vorstellung zu passen scheint, denn er ist leicht zu „kaufen“ und auch medienwirksam genug, um McCarthy zu schlagen. Mithilfe von Trudeaus Geld und einer gnadenlosen Hetzkampagne gegen liberale Richter gelingt es leicht, das Wahlvolk im erzkonservativen Mississippi zu täuschen und Ron Fisk siegt erdrutschartig. 
Ron Fisk stimmt nun generell gegen Schadenersatzansprüche. Als sein Sohn von einem Baseball, der mit einem verbotenen Schläger geschlagen wurde, schwer verletzt wird, beginnt er zu zweifeln. Schlussendlich stimmt er aber doch für Krane Chemicals und gegen die Opfer des Unternehmens.

## Hintergrund
John Grisham übt starke Kritik am amerikanischen Rechtssystem. 
Wie in den Romanen Der Richter, Die Schuld und Verteidigung ist ein Thema des Buches das Unwesen der ausufernden Schadensersatzklagen in den USA und die vielfach unseriösen Anwälte, die aus ihnen Kapital schlagen. 
In diesem Buch kritisiert er allerdings vor allem Richterwahlen und die dadurch entstehenden Möglichkeiten für Interessengruppen oder Firmen, „Wunschkandidaten“ in ein Gericht zu setzen. Der Fall, dass ein Unternehmen sich einen passenden Richter wählen lassen hat, ist in den USA schon einige Male vorgekommen. So nennt Grisham einen Fall aus West Virginia, bei dem sich ein Kohlengrubenbesitzer diese Möglichkeit zu nutzen gemacht hatte und so einen jahrzehntelangen Prozess schnell beenden konnte. Hierzu sagte er in einer Fernsehshow:
“It's already happened: It happened a few years ago in West Virginia. A guy who owned a coal company got tired of getting sued. He elected his guy to the Supreme Court. … So it happens.” (deutsch: „Das ist schon so passiert: Es geschah vor einigen Jahren in West Virginia. Ein Besitzer einer Kohlenmine hatte keine Lust mehr, verklagt zu werden. Er wählte seinen Kandidaten in den Supreme Court. ... Also: es passiert.“)
Auch im Nachwort seines Romanes schreibt er über dieses Problem. Die Beeinflussung von Richterwahlen, allerdings auf Bundesebene (dem Obersten Gerichtshofs der USA) war auch schon Thema seines Buches Die Akte.